# Polyardis glabra
Polyardis glabra är en tvåvingeart som beskrevs av Boris Mamaev 1993. Polyardis glabra ingår i släktet Polyardis och familjen gallmyggor. Inga underarter finns listade i Catalogue of Life.